# Interrégionaux Centre-Est de cross-country
Les Interrégionaux Centre-Est de cross-country ou Championnat Auvergne-Rhône-Alpes de cross-country sont l'une des neuf demi-finales des Championnats de France de cross-country. Il comprend les qualifiés issus des championnats régionaux de Rhône-Alpes et d'Auvergne. 

## Palmarès cross long hommes
- 2000 : Philippe Remond
- 2001 : Augusto Gomes
- 2002 : Driss Maazouzi
- 2003 : Mustapha Essaïd
- 2004 : Guillaume Fontaine
- 2005 : Philippe Charasse
- 2006 : Yoann Colombet
- 2007 : Said Berioui
- 2008 : James Theuri
- 2009 : Said Berioui
- 2010 : Badre Dine Zioni
- 2011 : Hassan Chahdi
- 2012 : Julien Masciotra
- 2013 : Mounir Hsain
- 2014 : Mounir Hsain
- 2015 : Étienne Diemunsch
- 2016 : Simon Viain
- 2017 : Hassan Chahdi
- 2018 : Dorian Coninx
- 2019 : Julien Masciotra
- 2020 : Hassan Chahdi

## Palmarès cross long femmes
- 2000 : Annie Troussard
- 2001 : Hafida Gadi
- 2002 : Fatima Hajjami
- 2003 : Céline Rajot
- 2004 : Fatima Hajjami
- 2005 : Régine Castanheira
- 2006 : Adeline Roche
- 2007 : Sylvie Claus
- 2008 : Marie Alirol
- 2009 : Hafida Gadi
- 2010 : Héléne Guet
- 2011 : Clémence Calvin
- 2012 : Magali Bernard
- 2013 : Magali Bernard
- 2014 : Anne-Cécile Thévenot
- 2015 : Laura Miclo
- 2016 : Anne-Sophie Vittet
- 2017 : Emmie Charayron
- 2018 : Anne-Sophie Vittet
- 2019 : Adeline Roche
- 2020 : Élise Poncet